# 佐季科夫冰川
85°2′S 169°15′W / 85.033°S 169.250°W
佐季科夫冰川（Zotikov Glacier），是南極洲的冰川，位於杜費克海岸，全長13公里，流經奧拉夫王子山脈，最終在哈迪曼峰以東注入利夫冰川，以蘇聯科學家命名。